# Coleophora ochrostriata
Coleophora ochrostriata é uma espécie de mariposa do gênero Coleophora pertencente à família Coleophoridae.